# Birsock
Birsock est un village de la commune de Martap située dans la région de l'Adamaoua dans le département de la Vina au Cameroun.

## Population
En 1967, Birsock comptait 348 habitants, principalement Foulbe.
Lors du recensement de 2005, 837 personnes y ont été dénombrées dont 408 de sexe masculin et 429 de sexe féminin.